# Chilijscy arcymistrzowie szachowi
Lista chilijskich szachistów, posiadających tytuły arcymistrzów (GM) i arcymistrzyń (WGM), zarówno w grze klasycznej, korespondencyjnej, kompozycji szachowej, jak i w rozwiązywaniu zadań szachowych oraz tytuły arcymistrzów honorowych (HGM), przyznawanych za osiągnięcia w przeszłości. Obejmuje także zawodników, którzy barwy Chile reprezentowali tylko w pewnym okresie swojego życia.

## Szachy klasyczne

### arcymistrzowie
| Zawodnicy                | Rok urodzenia | Rok śmierci | Rok nadania | Uwagi                                   |
| ------------------------ | ------------- | ----------- | ----------- | --------------------------------------- |
| Javier Campos Moreno     | 1959          |             | 2005        |                                         |
| Roberto Cifuentes Parada | 1957          |             | 1991        | Holandia (1992–2001), obecnie Hiszpania |
| Mauricio Flores Ríos     | 1990          |             | 2009        |                                         |
| Iván Morovic Fernández   | 1963          |             | 1986        |                                         |
| Rodrigo Vásquez Schröder | 1969          |             | 2004        |                                         |

## Szachy korespondencyjne

### arcymistrzowie
| Zawodnicy                      | Rok urodzenia | Rok śmierci | Rok nadania | Uwagi |
| ------------------------------ | ------------- | ----------- | ----------- | ----- |
| Guillermo Toro Solís de Ovando | ?             |             | 1999        |       |